# Irradiance Environment Mapping
Der Begriff Irradiance Environment Mapping fasst sämtliche Environment-Mapping-Verfahren zur Lichtübertragung auf Objekte zusammen. Herkömmlicherweise wird Environment Mapping eingesetzt, um räumlich unabhängige, sphärische Funktionen darzustellen, beispielsweise um Reflexionen auf einem spiegelnden Objekt darzustellen. Allerdings kann auch die diffuse Lichtübertragung simuliert werden. Für komplex beleuchtete Objekte kann dadurch der Lichttransfer vorberechnet werden.

## Berechnung von Irradiance-Maps
Die diffuse Leuchtdichte {\displaystyle B} an einem Punkt im Raum mit Normalenvektor {\displaystyle \mathbf {n} } kann als mit der ambienten Farbe {\displaystyle c} gewichtete Summe aller Lichtquellen {\displaystyle l_{i}} betrachtet werden, die aus Richtung {\displaystyle \omega _{i}} strahlen. Mit Hilfe von Lamberts Cosinusgesetz ergibt sich
{\displaystyle B=c\sum _{i}\max(0,\mathbf {\omega _{i}} \cdot \mathbf {n} )\cdot l_{i}}
Dieses Verhältnis lässt sich aus einer 180° Aufnahme, z. B. einer Sphere Map, vorberechnen, indem man jeden Pixel der Textur als eigene Lichtquelle betrachtet. Das Ergebnis kann seinerseits wieder in einer Textur gespeichert und zur Laufzeit auf das Objekt einfach übertragen werden.
Je nach verwendetem Beleuchtungsmodell entstehen also sogenannte diffuse irradiance maps oder specular irradiance maps. Eine schnellere Berechnung und Verwendung zur Laufzeit wird durch die Verwendung von Kugelflächenfunktionen erreicht.